# Curaçao (likér)
Curaçao (([kyʀaˈsaːo]IPA) je likér ochucený sušenými slupkami citrusového ovoce zvaného laraha, pěstovaného na ostrově Curaçao.

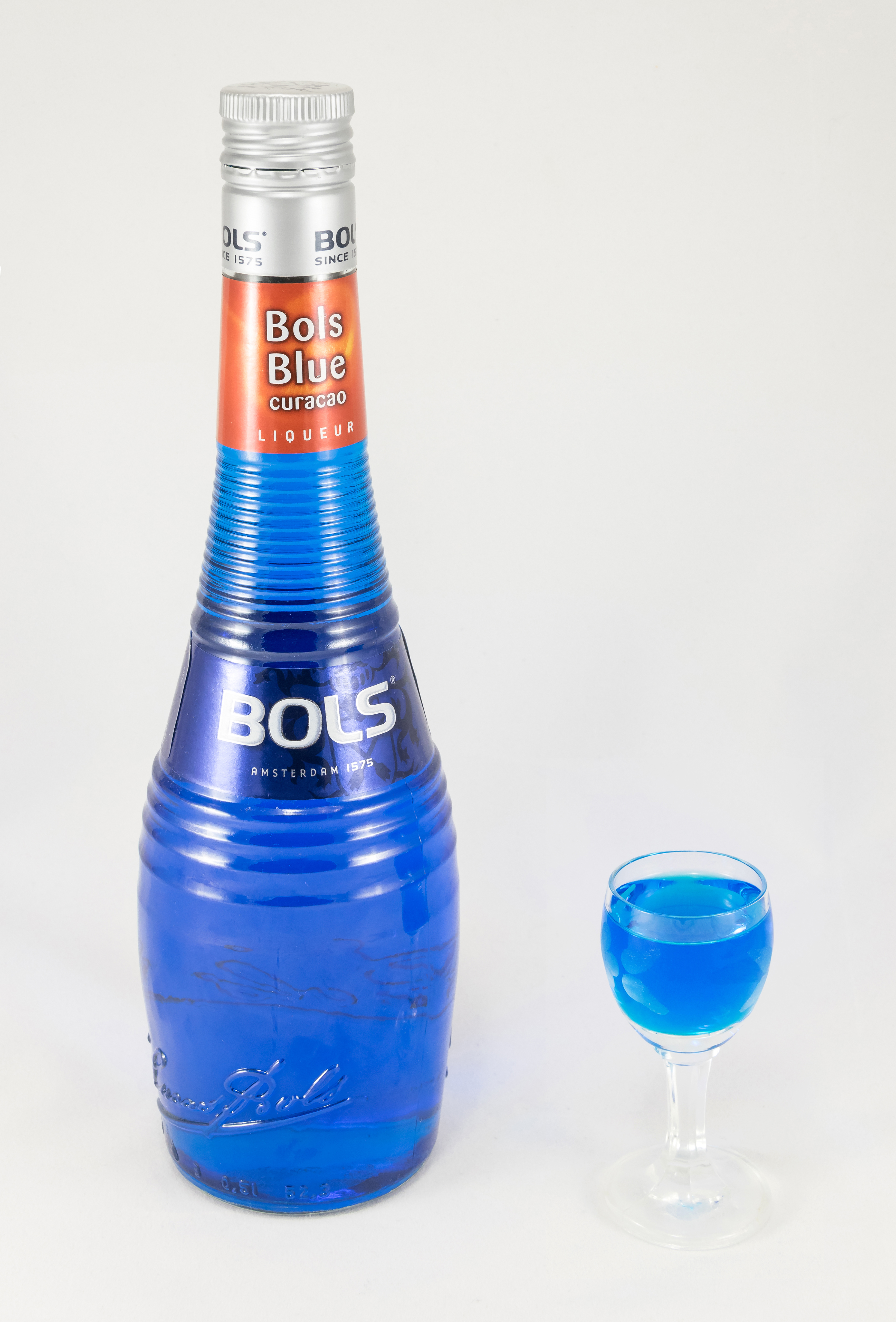
Modré Curaçao

Laraha je rostlina podobná pomeranči, vyšlechtěná ze sladkých pomerančů z Valencie a přivezená na ostrov španělskými cestovateli. Půda suchá a chudá na živiny se ukázala jako nevhodná pro kultivar z Valencie, který nesl malé a hořké plody. Aromatické slupky si zachovaly hodně z esence valencijské odrůdy a stromy nakonec dospěly do dnešního druhu laraha, jehož plody zůstávají nepoživatelně hořké.
Původně objeven náhodou, nápoj byl poprvé vyroben a prodáván rodinou Seniorů (židovská rodina se španělskými a portugalskými předky) v 19. století. K výrobě likéru jsou slupky laraha sušeny, aby se uvolnily jejich nasládle vonící oleje. Poté se nechají v klidu naložené ve vodě a alkoholu po několik dní, pak jsou slupky odstraněny a přidáno další koření.
Likér má chuť podobnou pomeranči s proměnlivým stupněm hořkosti. Je přírodně bezbarvý, ale často uměle barven, obvykle na modro, což dodává koktejlům a míchaným nápojům exotický vzhled.
Některé další likéry jsou prodávány jako Curaçao s různými příchutěmi, např. kávovou nebo čokoládovou.